# Bernardo Rosa
Bernardo Rosa da Costa (* 20. září 2000, Rio de Janeiro) je brazilský fotbalový záložník či obránce na hostování ve Vlašimi.

## Klubová kariéra
Rosa začal v akademii Flamenga, kde hrál i po boku Vinícia Juniora. V roce 2016 přestoupil do prestižní akademie West Hamu, zde strávil následujících 6 let, startu za první mužstvo se nedočkal. V zápase proti Sheffieldu United seděl na lavičce, trenér David Moyes ho však nevyužil.

### FK Pardubice
V Pardubicích podepsal kontrakt v létě 2022. Debut v nejvyšší české soutěži si připsal 31. července téhož roku proti Českým Budějovicím, kde na postu pravého obránce odehrál celý zápas. Začátek sezony nastupoval v áčku, postupně jeho forma upadala a našel si místo v B-týmu.

### FC Viktoria Žižkov (hostování)
V červenci 2023 odešel na roční hostování do žižkovské Viktorie. Nastoupil zde do všech ligových zápasů a dokonce vstřelil tři branky. Tu první si zapsal dne 23. září proti Chrudimi, kdy v 6. minutě otevíral skóre. Ještě stihl odehrát 3 zápasy MOL Cupu, kde dal jeden gól ve výhře 5:0 proti Ústí nad Orlicí.

### FC Sellier & Bellot Vlašim (hostování)
Sezonu 2024/25 tráví na hostování ve Vlašimi.